# Giddenahalli, Davanagere
Giddenahalli là một làng thuộc tehsil Davanagere, huyện Davanagere, bang Karnataka, Ấn Độ.